# Xcanahaltún Huechil Unidos
Xcanahaltún Huechil Unidos är en ort i Mexiko.   Den ligger i kommunen Hopelchén och delstaten Campeche, i den östra delen av landet, 1 000 km öster om huvudstaden Mexico City. Xcanahaltún Huechil Unidos ligger 117 meter över havet och antalet invånare är 139.
Terrängen runt Xcanahaltún Huechil Unidos är platt. Runt Xcanahaltún Huechil Unidos är det mycket glesbefolkat, med 2 invånare per kvadratkilometer. Närmaste större samhälle är San Juan Bautista Sahcabchén, 17,6 km sydväst om Xcanahaltún Huechil Unidos. I omgivningarna runt Xcanahaltún Huechil Unidos växer i huvudsak lövfällande lövskog.